# Облога Пскова (1581—1582)
Облога Пскова — у 1581—1582 роках облога московитського Пскова військами Речі Посполитої під командуванням Стефана Баторія. Подія заключного етапу Лівонської війни

## Опис
Основні сили армії Речі Посполитої почали облогу міста 24—26 серпня 1581 року. Баторій зробив 31 спробу захопити Псков (перший штурм відбувся 8 вересня), але вони закінчилися невдало для його війська. Обороною фактично керував І. П. Шуйський. 2 листопада польські війська почали пасивну облогу. Псковський гарнізон, незважаючи на нестачу боєприпасів і продовольства, протягом листопада — грудня здійснив ряд вилазок проти ворога.
Безрезультатність облоги змусила уряд Речі Посполитої почати в грудні 1581 року переговори, що закінчилися підписанням у січні 1582 року Ям-Запольського перемир'я на 10 років. 4 лютого 1582 року останні польські загони пішли з-під Пскова.